# Gmina Křižanovice
Gmina Křižanovice (polsky Gmina Krzyżanowice) je vesnická gmina v okrese Ratiboř ve Slezském vojvodství v jižním Polsku. Sídlem gminy je vesnice Křižanovice. V roce 2024 zde žilo 10 655 obyvatel.

## Charakteristika

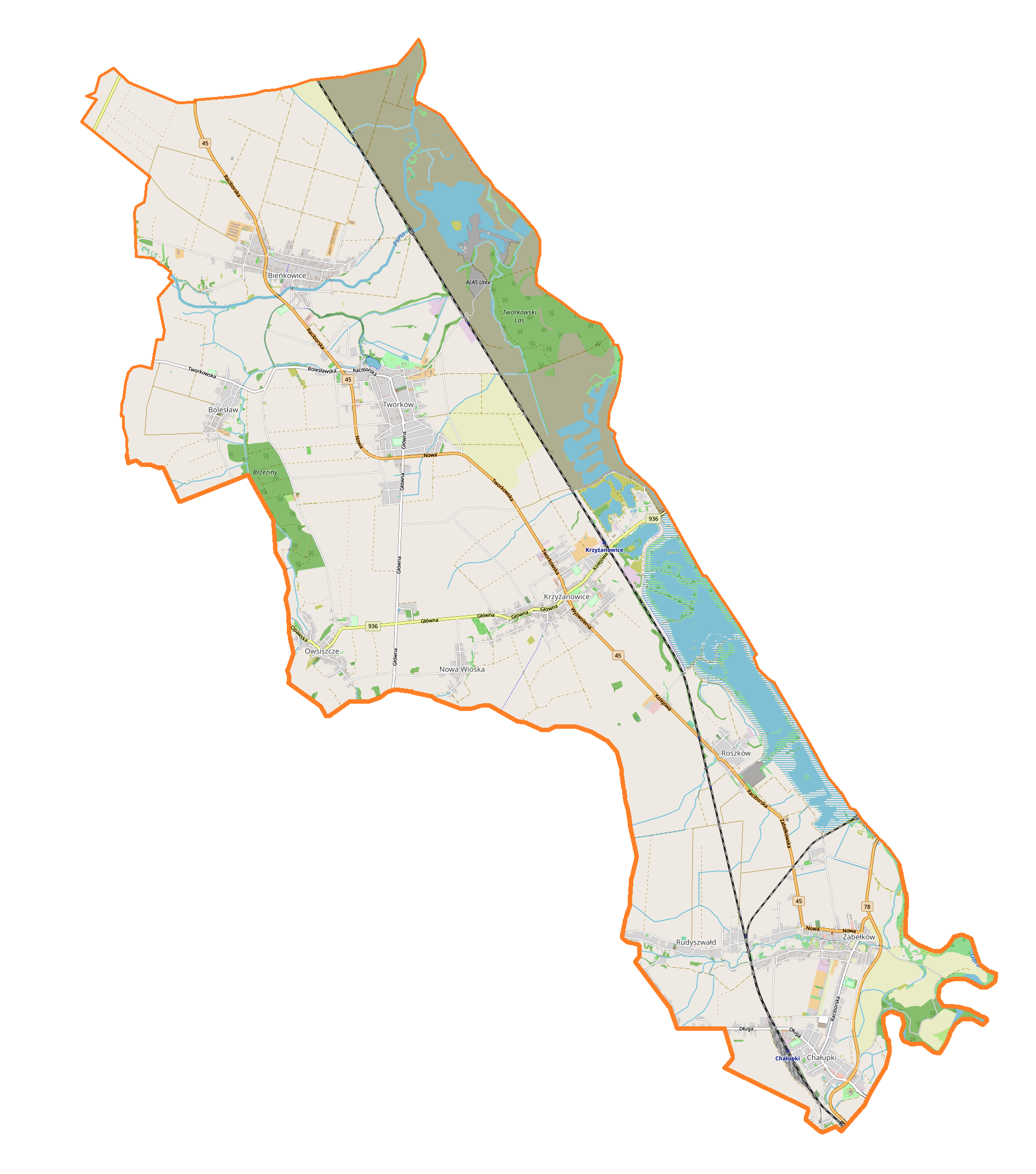
Mapa gminy

Dohromady má celá gmina rozlohu 69,67 km² (12,8 % území okresu) a v roce 2015 čítala 11 198 obyvatel (10,25 % obyvatelstva okresu). Nejlidnatější obcí je s přehledem Tvorkov (2 719 obyvatel v roce 2015) a nikoli Křižanovice (1 994), kde sídlí místní samospráva.
Na severozápadě sousedí s gminou Křenovice (Krzanowice), na severu s městem Ratiboř (Racibórz), na východě s gminou Lubomia a gminou Gorzyce v okrese Vladislav (Wodzisław), na jihu a jihozápadě pak s Bohumínem, Šilheřovicemi, Hatí a Píští v Moravskoslezském kraji v Česku.
Rozkládá se na území historického Slezska na pomezí bývalých knížectví: Ratibořského (Benkovice, Chałupki, Křižanovice, Rožkov, Rudyšvald, Tvorkov, Zabelkov), Opavského (Ovsiště, Nowa Wioska) a Krnovského (Boleslav). Po první a druhé světové válce byla tato oblast předmětem československých územních nároků. Tradiční místní nářečí patří ke slezsko-lašské přechodové skupině. Část obyvatel se hlásí k německé menšině (13,28 % v roce 2002) a působí zde německé kulturní spolky.
Z geomorfologického hlediska se gmina nachází na pomezí Opavské pahorkatiny, Ostravské pánve a Ratibořské pánve. 79 % území zaujímala v roce 2015 zemědělská půda. Podél Odry, která tvoří východní hranicí gminy, vznikly v počátcích 21. století dva velké poldery: Buków a Racibórz Dolny. Hlavním dopravním uzlem jsou Chałupki, kde se nacházejí tři silniční přechody do Česka (z toho jeden napojený na dálnici D1) a pohraniční železniční stanice, v níž zastavují mezinárodní vlaky spojující několik středoevropských metropolí.
Mezi hlavní turistické atrakce gminy patří Hraniční meandry Odry, zámek v Chałupkách a zřícenina zámku ve Tvorkově.

## Starostenství
Gmina se skládá z 10 starostenství:
- Benkovice (Bieńkowice)
- Boleslav (Bolesław)
- Chałupki (Annaberk)
- Křižanovice (Krzyżanowice)
- Nowa Wioska (Nová Ves, Nová Véska)
- Ovsiště (Owsiszcze)
- Rožkov (Roszków)
- Rudyšvald (Rudyszwałd)
- Tvorkov (Tworków)
- Zabelkov (Zabełków)